# Haltichella magnidens
Haltichella magnidens är en stekelart som först beskrevs av Girault 1917.  Haltichella magnidens ingår i släktet Haltichella och familjen bredlårsteklar. Inga underarter finns listade i Catalogue of Life.